# Robert Hooke

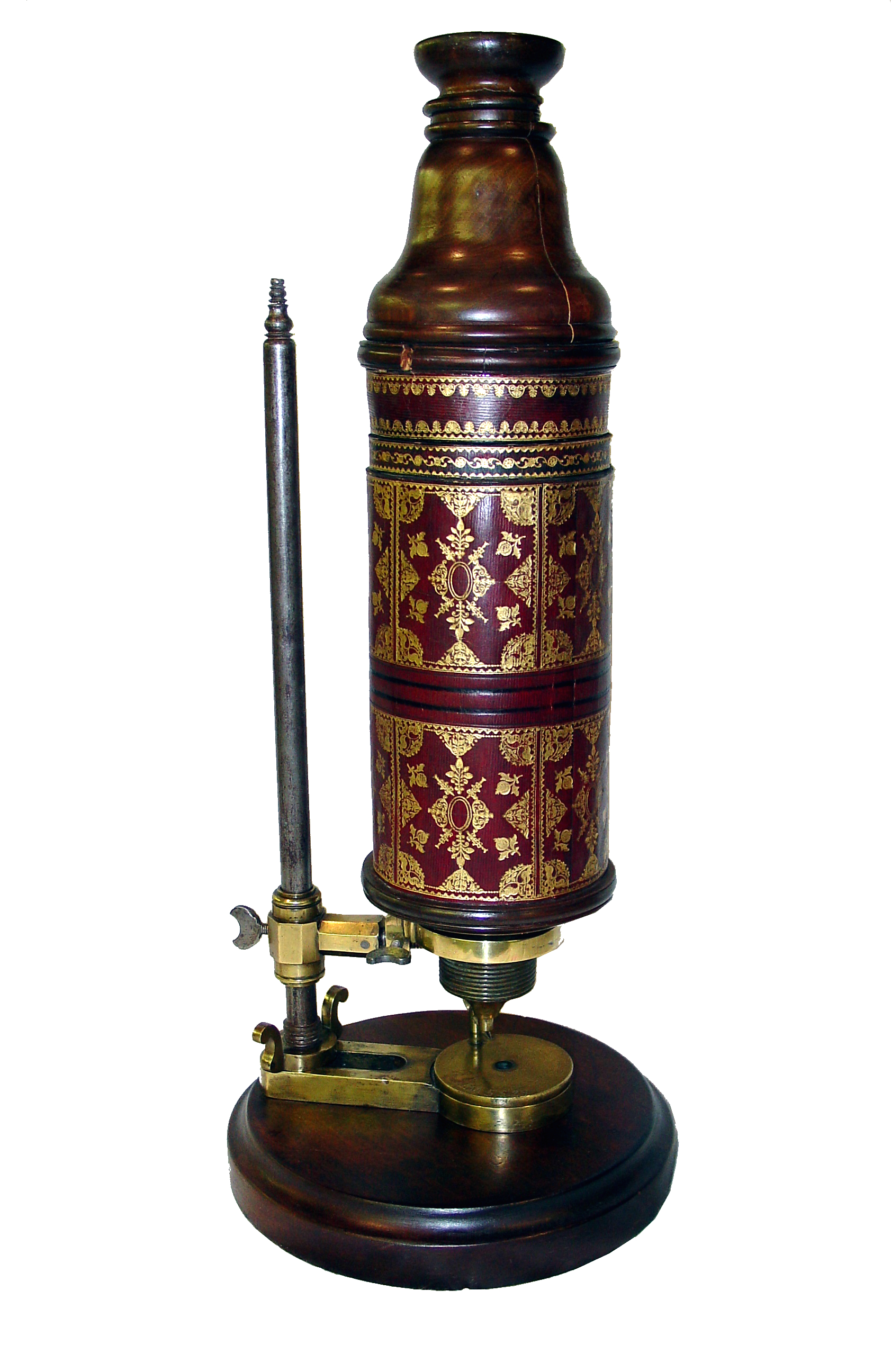
Hookes mikroskop, som han nyttjade för att studera material till sin bok Micrographia. Mikroskopet är tillverkat i London av Christopher Cock, som levererade flera mikroskop till Hooke.

Robert Hooke, född 18 juli 1635 i Freshwater, Isle of Wight, död 3 mars 1703 i London, var en engelsk naturforskare och uppfinnare.

## Biografi
Robert Hooke studerade vid Christ Church College vid Oxfords universitet och blev 1662 experimentkurator hos Royal Society, vars sekreterare han senare blev, samt 1664 professor i geometri vid Gresham College i London.
Efter den stora branden i London, som ödelade stora delar av staden 1666, deltog Hooke i återuppbyggnadsarbetet. Bland annat planerade han och Christopher Wren monumentet till minne av branden.
Liksom sin samtida Isaac Newton sökte Hooke utforska den allmänna lagen för himlakropparnas rörelser, men förekoms av Newton. Hooke sysslade för övrigt med en mängd uppgifter inom astronomin och fysiken. Han uppfann ett helioskop och andra instrument och försökte (1669) med en 36 fot lång kikare göra noggranna fixstjärneobservationer för bestämning av stjärnparallaxer. Han måste dock ge upp försöket, sedan kikarens objektiv genom ett missöde slagits sönder.
I sin bok Micrographia, publicerad i september 1665, myntade han begreppet "cell".
Robert Hooke gjorde 1676 en fungerande kardanknut som på engelska kallas universal joint eller Hooke's joint. På svenska kallas den även polhemsknut efter den svenska uppfinnaren Christopher Polhem, medan förledet kardan kommer från italienaren Girolamo Cardano.
Även om Hooke hade otur med en del av sina företag har han betecknats som en av de mest skarpsinniga tänkare som någonsin levat.

## Eftermäle
Asteroiden 3514 Hooke är uppkallad efter honom.